# Julio Mailhos
Julio Mailhos Baleix (9 de octubre de 1855 - 3 de septiembre de 1915) fue un empresario uruguayo, de origen francés.
Nació en Francia en 1855. Fue hijo de Luis Mailhos Lavedan, francés y cerrajero de profesión y de Narcisa Baleix, originarios de los Altos Pirineos quienes junto a sus cuatro hijos emigraron al Uruguay a comienzos de la segunda mitad del siglo XIX, donde Luis Mailhos fundó un pequeño negocio de armería. En esa microempresa familiar se desempeñó el joven Mailhos, sucediendo al progenitor.
En 1880 compró una manufactura de tabacos a la que rebautizó con el nombre de “La Republicana”. En esa adquisición empleó una parte de la herencia recibida de su padre. Poco después aumentó sus bienes con la incorporación de una cigarrería. Sin embargo, su gran salto económico se produjo a raíz de la incorporación de tecnología. En 1895 adquirió una máquina de última generación para fabricar cigarrillos.
En sus comienzos Mailhos adquiría el tabaco en Montevideo a importadores. En 1897 viajó a los centros proveedores europeos para conseguir el tabaco necesario para su empresa y la de otros colegas de Uruguay y Argentina. Posteriormente, se proveyó directamente en las zonas productoras y, finalmente, instaló filiales en La Habana y Salvador de Bahía.
El tabaco de Bahía era apto para la fabricación de puros, para ser consumido en hebra, en el armado individual, o para proporcionar consistencia a otros tabacos en las mezclas para fabricar cigarrillos. Hasta 1914 los alemanes dominaban el comercio del tabaco de Bahía. Las hojas eran exportadas a los puertos de Bremen y Hamburgo, desde donde eran reexportadas al resto del mundo. La Primera Guerra Mundial trastocó este circuito de distribución.
En 1918 Mailhos decidió establecer en La Habana y Salvador una agencia directa de compras. En esta última ciudad confió la gestión a Luis de Oliveira Barretto (Filho). Rápidamente se fue desarrollando una organización constituida por trece oficinas de compras y ocho grandes depósitos en los que se almacenaba, clasificaba, despalillaba y enfardaba el tabaco. En 1930, cuando La Republicana festejó su cincuentenario, encomendó la redacción de la historia institucional de la empresa. En ese relato se estima que daba ocupación en el norte de Brasil a 4600 operarios.
El comercio del tabaco había vinculado a Mailhos a los grandes centros financieros mundiales, que lo proveyeron del circulante necesario para su negocio. Esto le permitió controlar una parte del mercado, exportando tabaco al Río de la Plata, pero también a países europeos. Se estima que Mailhos compraba por año el 20 % de la producción de tabaco del estado de Bahía. Asumió la representación para Uruguay de la British American Tobacco y de la fábrica de papel en librillos JOB de Francia.
En los años 1890 comenzó a invertir en tierras. Entre 1904 y 1906 traspasó las fronteras, adquiriendo propiedades rurales en Argentina y Brasil. Junto a otros socios, adquirió una propiedad en la zona de Passo Fundo, Estado de Río Grande del Sur, de aproximadamente 100 000 hectáreas para criar ganado de raza y plantar yerba mate, pino Brasil y cedro americano. La empresa “Julio Mailhos, Mourinho e Lapido” y la empresa “Gomes, Schering e Sturm” poseían prácticamente la totalidad de las tierras del actual municipio de Sarandi, lo que generó resistencia en la población local. El actual municipio de Rondinha debe, en parte, su origen a Mailhos. El poblado fue fundado por el sacerdote Eugenio Medichesdu y por la firma de Mailhos. En Sarandi una calle lleva el nombre de Julio Mailhos, al igual que el Patronato Escola Técnica Agrícola Júlio Mailhos.
También poseía importantes extensiones de tierra en Uruguay.
Fue fundador de la Liga Industrial en 1879 y de la Liga de Defensa Comercial en 1915.
Después de su fallecimiento la empresa tabacalera fue continuada por sus familiares y la administración de las propiedades rurales fue centralizada en Estancias Julio Mailhos S.A. En septiembre de 1964 parte de las propiedades en Brasil fueron definitivamente expropiadas por el Estado de Río Grande del Sur.
En 1981 La Republicana se fusionó con la tabacalera Monte Paz, creando la Compañía Industrial de Tabacos Monte Paz S.A., líder en el mercado uruguayo.

## Familia
Contrajo matrimonio el 9 de febrero de 1881 con Elisa Queirolo, de dicho matrimonio nacieron cuatro hijos: Julio casado con Magdalena Bonaba Queirolo, Horacio casado con Leticia Ferriolo, César casado con Ana Árraga y Luis casado con Celia Méndez Gomensoro. Don Julio Mailhos era por parte de su padre primo hermano del humanista y político Dr. Juan Paullier y Mailhos, cuyo nombre lleva una importante calle de Montevideo.